# Kościół Trójcy Świętej w Gliwicach

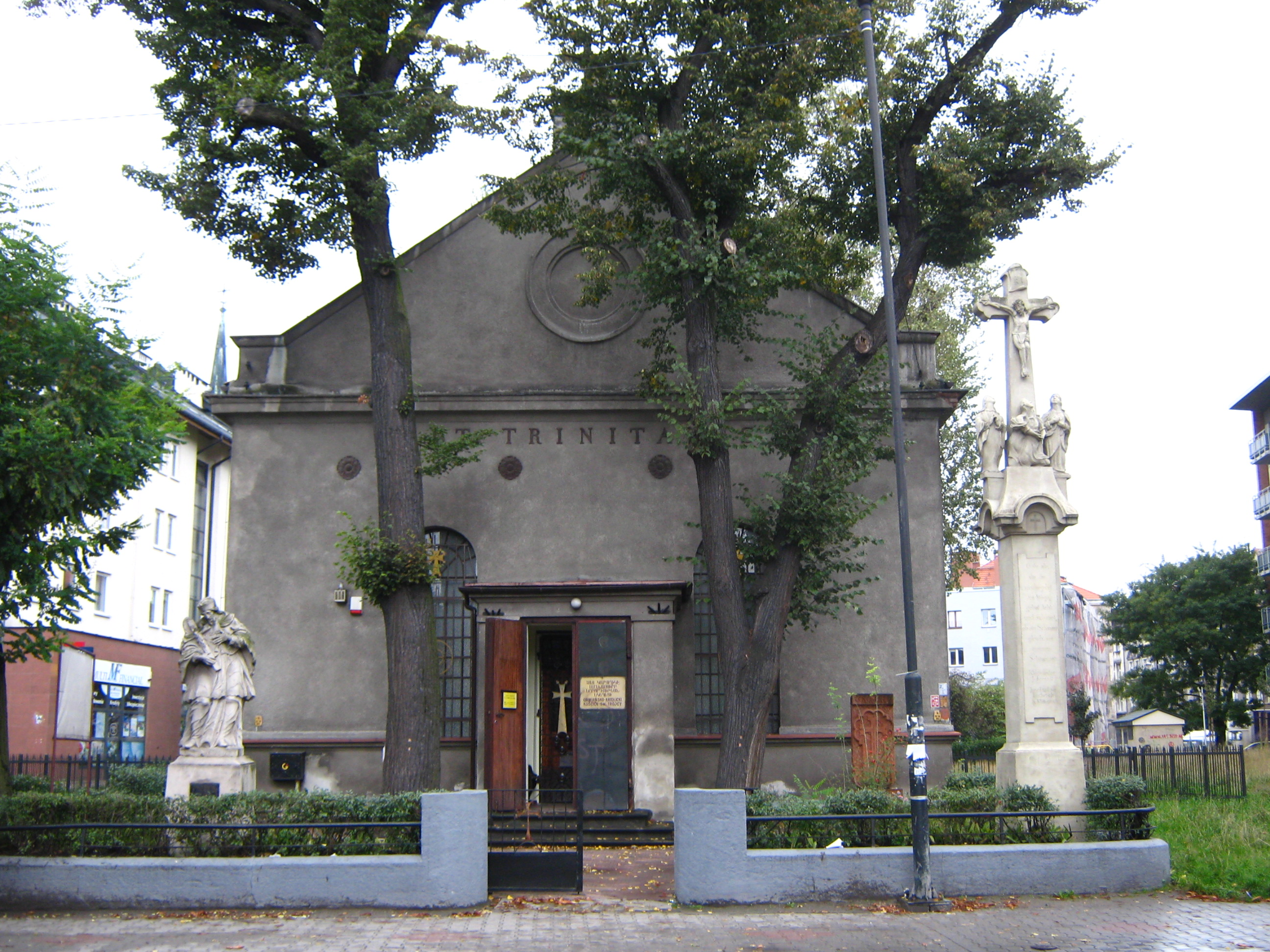
Elewacja wschodnia i wejście, przed kościołem (od lewej) figura św. Jana Nepomucena, chaczkar i krzyż

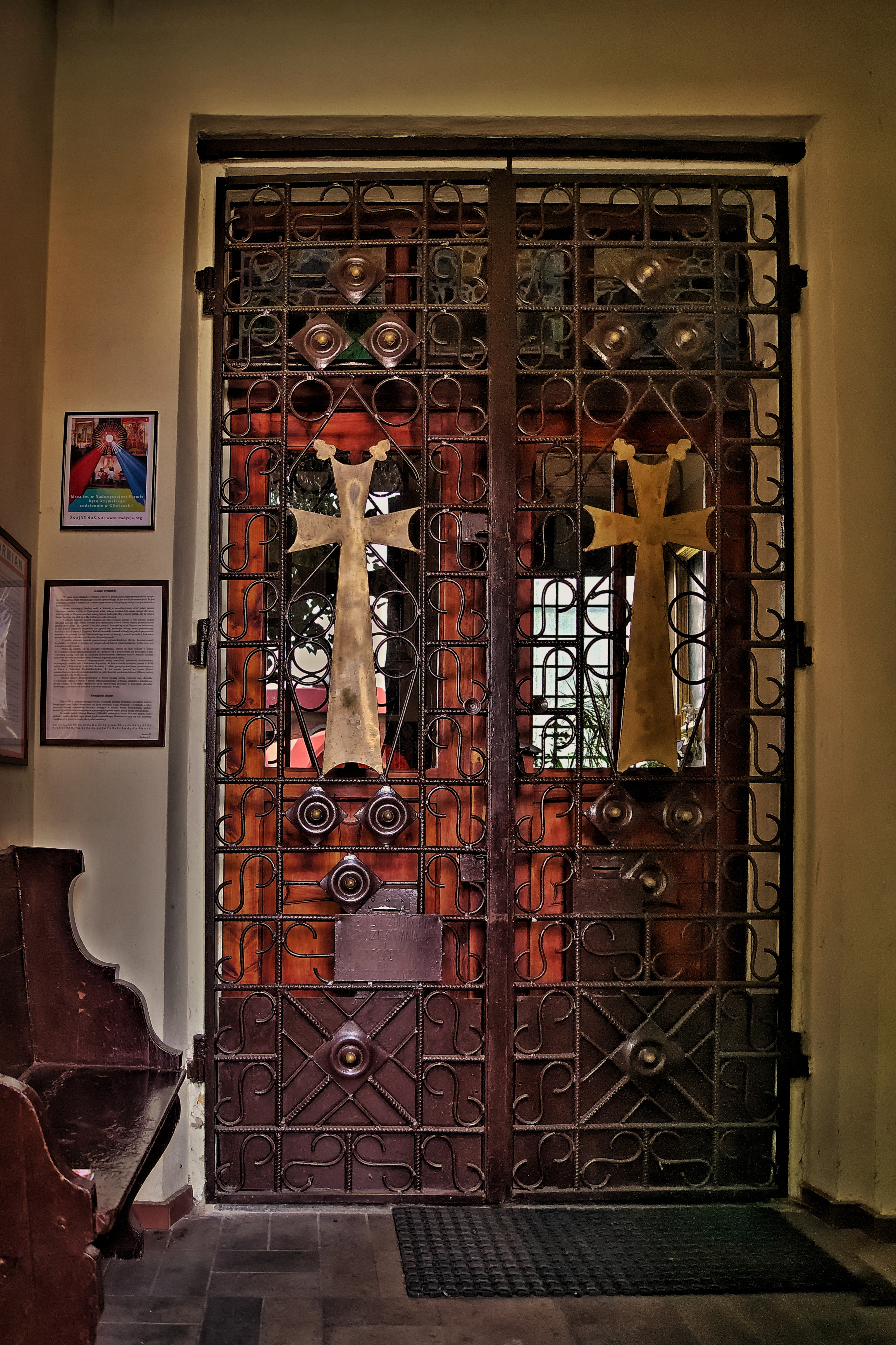
Drzwi wewnątrz kościoła (2019)

Kościół Trójcy Świętej w Gliwicach – kościół parafialny w Gliwicach przy ulicy Mikołowskiej. 
Od 1950 roku przy świątyni znajduje się sanktuarium Matki Boskiej Łysieckiej. Od 1945 roku kościół jest użytkowany przez katolików obrządku ormiańskiego, a od 2009 roku jest kościołem parafialnym ormiańskokatolickiej parafii południowej pw. św. Grzegorza Oświeciciela.

## Historia

### Kaplica
Pierwotnie w miejscu dzisiejszego kościoła Trójcy Świętej znajdował się szpital i kaplica pod wezwaniem Trójcy Świętej, św. Marii i św. Bartłomieja. Budynki ufundował w 1409 roku starosta gliwicki, Michael Pillcator. Od XVI do XIX wieku zabudowania te ulegały wielokrotnym zniszczeniom, odbudowom i przebudowom.
Obecny kościół zbudowano w stylu klasycystycznym w latach 1836–1838 roku. Służył on jako kaplica dla mieszkających w pobliskim przytułku ubogich wdów. W 1872 roku świątynię przejęli starokatolicy. W użytkowaniu Kościoła Starokatolickiego w Niemczech kaplica pozostawała do 1922 roku. Później ponownie została przejęta przez Kościół rzymskokatolicki.
W latach 1923–1941 służyła jako filiał parafii św. Piotra i Pawła w Gliwicach. Odprawiane tutaj były w okresie międzywojennym msze dla głuchoniemych. W czasie II wojny światowej budynek sakralny był ponownie użytkowany przez parafię starokatolicką.

### Kościół rektorski
W 1945 roku kościół przejęli katolicy obrządku ormiańskiego, wypędzeni z Kresów Wschodnich. Opiekunem świątyni został ks. Kazimierz Roszko, były proboszcz parafii ormiańskiej w Horodence. Za jego sprawą w 1950 roku do kościółka sprowadzono ze Starych Budkowic obraz Matki Boskiej Łysieckiej i utworzono przy nim sanktuarium maryjne.
W latach 1958–1962 kościół Trójcy Świętej został gruntownie wyremontowany. 17 września 1985 roku został przez nieznanych sprawców ograbiony z przechowywanych w nim cennych darów wotywnych. Po włamaniu został ponownie odnowiony w 1987 roku. 
3 września 1989 roku w kościele miała miejsce koronacja obrazu Matki Boskiej Łysieckiej. Uroczystego aktu dokonał patriarcha ormiańskokatolicki Jan Piotr XVIII Kasparian, ale korony poświęcił wcześniej na Jasnej Górze podczas swojej podróży apostolskiej papież Jan Paweł II.

### Kościół parafialny
1 grudnia 2009 roku dekretem ordynariusza wiernych obrządku ormiańskiego w Polsce, arcybiskupa Kazimierza Nycza, przy kościele powołano parafię ormiańskokatolicką. Jej proboszczem w latach 2009–2017 był ksiądz Tadeusz Isakowicz-Zaleski.

## Duchowni pracujący przy kościele (od 1945)

### Rektorzy
- 1945–1964 ks. Kazimierz Roszko
- 1967–1969 ks. Józef Myszyniewski SJ[4]

- 1969–1973 ks. Kazimierz Romaszkan[5]
- 1974–1985 ks. Krzysztof Staniecki[6]
- 1985–2004 ks. Józef Kowalczyk[7]
- 2004–2009 ks. Artur Avdalyan[8]

### Proboszczowie
- 2009–2017 ks. Tadeusz Isakowicz-Zaleski
- od 2018 ks. prof. Józef Naumowicz (administrator)